# ФК Ди-Си јунајтед
Ди-Си јунајтед (енгл. D.C. United) је амерички професионални фудбалски клуб из Вашингтона. 
Најуспешнији је клуб у Главној фудбалској лиги. Ди-Си јунајтед је освоји два пута Отворени куп САД. По четири пута су освајали МЛС куп и били први на табели у регуларном делу сезоне. Такође су први клуб из САД који је освојио Конкакаф Куп шампиона (данас Конкакафлига шамиона) и Куп Интерамерикана.